# Corina-Isabela Peptan
Corina-Isabela Peptan, née le 17 mars 1978, est une joueuse d'échecs roumaine, maître international et grand maître international féminin. Son classement Elo le plus élevé fut de 2 485 en juillet 2003, le plus haut jamais atteint par une joueuse roumaine.

## Carrière aux échecs
Elle a été championne du monde des jeunes dans presque toutes les tranches d'âge féminines : moins de 10 ans à Timişoara (Roumanie) en 1988, moins de 12 ans à Fond du Lac (États-Unis) en 1990, moins de 14 ans à Varsovie  en 1991 et moins de 18 ans à Guarapuava (Brésil) en 1995.
Au championnat du monde d'échecs féminin elle a été en quart de finale à New Delhi en 2000, au troisième tour à Moscou en 2001 et au deuxième tour à Elista (Russie) en 2004.
| Année | Lieu      | Résultat                            | Ultime adversaire  | Adversaires battues                                       |
| ----- | --------- | ----------------------------------- | ------------------ | --------------------------------------------------------- |
| 2000  | New Delhi | quart de finale                     | Qin Kanying        | Mónica Calzetta Ruiz Maïa Tchibourdanidzé Nana Iosseliani |
| 2001  | Moscou    | troisième tour (huitième de finale) | Almira Skripchenko | Nava Starr Tatiana Grabouzova                             |
| 2004  | Elista    | deuxième tour                       | Jana Jacková       | Rusudan Goletiani                                         |

Corina-Isabella Peptan a joué onze fois pour l'équipe de Roumanie lors des Olympiades d'échecs féminines (en 1992, 1994, 1996, 1998, 2002, 2004, 2006, 2008, 2014, 2016 et 2018), gagnant une médaille d'argent au troisième échiquier à Moscou en 1994 et une médaille d'argent au deuxième échiquier à Calviá en 2004,.
Elle a été championne de Roumanie en 1994, 1995, 1997, 2000, 2004, 2007, 2008, 2009, 2014, 2015 et 2017,